# Flash Comics
Flash Comics è stata un'antologia a fumetti pubblicata dalla All-American Publications e successivamente dalla National Periodical Publications  (DC Comics). Il fumetto durò per una pubblicazione totale di 104 numeri tra il gennaio 1940 e il febbraio 1949. Anche se il nome del fumetto era Flash Comics, Flash fu solo uno dei tanti personaggi presenti al suo interno. Molti personaggi DC ebbero la loro prima comparsa in Flash Comics, inclusi Flash, Hawkman, Hawkgirl (Shiera Sanders), Black Canary e Johnny Thunder. A Flash fu poi attribuita una propria serie, All Flash Quarterly (poi All Flash) di cui vennero pubblicati 32 numeri tra l'estate 1941 e il gennaio 1948.

## Storia editoriale
Verso la fine degli anni quaranta, i fumetti dei supereroi cominciarono a perdere fan e la linea di fumetti della All-American venne cancellata. Flash Comics fu cancellato nel 1949 con il n. 104. Quando la DC Comics diede al Flash della Silver Age, Barry Allen, una sua serie a fumetti, The Flash, la serie continuò la vecchia numerazione interrotta nel 1949, cominciando il suo debutto con il n. 105.

### Serie
Le serie pubblicate in Flash Comics includono:
- The Flash - numeri dal n. 1 al 104
- Hawkman - numeri dal n. 1 al 104
- Johnny Thunder - numeri dal n. 1 al 91
- The Whip
- Cliff Cornwall
- Ghost Patrol
- Black Canary - numeri dal n. 92 al 104

## Ristampe
Numerose storie di Flash Comics furono ristampate in DC Archive Editions.
- Golden Age Flash Archives, Volume 1 - ristampa le storie di Flash da Flash Comics dal n. 1 al n. 17
- Golden Age Flash Archives, Volume 2 - ristampa le storie di Flash da Flash Comics dal n. 18 al n. 24
- Flash Archives, Volume 1 - ristampa le storie di Flash da Flash Comics dal n. 104
- Golden Age Hawkman Archives, Volume 1 - ristampale storie di Hawkman da Flash Comics dal n. 1 al n. 22
- Black Canary Archives, Volume 1 - ristampa le storie di Johnny Thunder da Flash Comics dal n. 86 al n. 91 e le storie di Black Canary da Flash Comics dal n. 92 al n. 104
- JSA All-Stars Archives, Volume 1 - ristampa le storie di Johnny Thunder da Flash Comics dal n. 1 al n. 4